# Jimmy Blanton
Jimmy Blanton (* 5. Oktober 1918 in Chattanooga, Tennessee; † 30. Juli 1942 in Los Angeles, Kalifornien) war ein amerikanischer Jazz-Kontrabassist, der in seiner Zeit in der Duke-Ellington-Band (1939 bis 1941) zu einem der einflussreichsten Bassisten der Jazzgeschichte wurde.

## Leben und Wirken
Jimmy Blantons Mutter war Pianistin und leitete eine lokale Band; er lernte ursprünglich Violine und hatte schon als Achtjähriger Auftritte, wechselte jedoch an der Tennessee State University zum Kontrabass. Unterricht in Musiktheorie hatte er bei einem Onkel. Während seines Studiums 1936 und 1937 spielte er im Universitätsorchester und in den Semesterferien mit Fate Marable in dessen Riverboat-Orchester. Nach seinem Studium ging er Ende 1937 nach St. Louis (Missouri) zum Jeter-Pillars Orchestra, mit dem auch Plattenaufnahmen entstanden.
Ende 1939 trat er Duke Ellingtons Orchester bei. Ellington hatte ihn bei Fate Marable im Coronado Hotel Ballroom in St. Louis gehört. Blantons Vorgänger bei Ellington, Billy Taylor, litt unter der Degradierung zum zweiten Bassisten und verließ 1940, als die Band im Southland Cafe in Boston auftrat, das Ellington-Orchester im Groll: „Ich bin nicht bereit, hier neben einem Jungen zu spielen, der so gut Bass spielt, ich lass mich nicht in Verlegenheit bringen.“
Obwohl Blanton dort nur zwei Jahre lang spielte, revolutionierte er mit schnellen Gegen-Melodien das Bass-Spiel und machte damit den Kontrabass als Solo-Instrument „salonfähig“. Nach ihm und dem gleichfalls brillierenden Ben Webster werden diese Jahre der Ellington Band auch als Blanton-Webster-Jahre bezeichnet (kompiliert als The Blanton-Webster Band). Zu den wichtigsten Einspielungen der Ellington Band mit Blanton gehören Across the Track Blues, Jack the Bear, Ko-Ko, Harlem Air Shaft und Conga Brava. In dieser Zeit nahm er auch einige Duette mit Ellington am Piano auf, wie Plucked Again, Pitter Panther Patter, Mr. J.B. Blues und Body and Soul. Zu hören ist er auch im Mitschnitt des legendären Konzerts in Fargo, North Dakota 1940.
„Aber es waren nicht nur seine Soli, die eine vollere, vielfältigere Weise des Bass-Spiels demonstrierten“, schrieb der Ellington-Biograph James Lincoln Collier, „er veränderte auch die Zusammenarbeit der Rhythmusgruppe. Obgleich er während etwa der Hälfte der Zeit alle vier Taktteile betonte, spielte er manchmal nur auf dem ersten und dritten und dann wieder nur auf dem zweiten und vierten Beat. Zuweilen verließ er das Takthalten ganz und phrasierte mit der Band. Er ging auch nicht einfach die Akkorde hinauf und hinunter, sondern wählte die Noten umsichtig, um musikalisch intelligente Verbindungen zwischen den Akkorden herzustellen.“
1941 wurde bei Blanton eine (angeborene) Tuberkulose diagnostiziert; er musste die Band verlassen (ihm folgte Oscar Pettiford) und starb wenige Monate später 1942, im Alter von 23 Jahren, in einem Sanatorium in Kalifornien.
Blanton, den Percy Heath den „Vater des modernen Bass-Spiels nannte“,
beeinflusste mit seinem Spiel eine Generation nachfolgender Bassisten, so Oscar Pettiford, Red Callender, Ray Brown, Charles Mingus und später Paul Chambers. Er war auch an den frühen Sessions der Musiker in Minton’s Playhouse beteiligt; nach Ansicht Leonard Feathers war Jimmy Blanton dazu auserwählt, zum engeren Kreis um Charlie Parker und Dizzy Gillespie zu gehören.